# Marry Me, Marry You
Marry Me, Marry You ist eine philippinische romantische Comedy-Fernsehserie, die vom 13. September 2021 bis 21. Januar 2022 auf dem Kapamilya Channel ausgestrahlt wurde.

## Hintergrund
Die Geschichte handelt von einem Paar, das sich mit traditionellen Eheerwartungen auseinandersetzt, die über ihren Partner hinausgehen, einschließlich ihrer Familie und Freunde.

## Besetzung

### Hauptbesetzung
- Janine Gutierrez als Camille Miraflor
- Paulo Avelino als Andrei P. Legaspi

### Nebendarsteller
- Sunshine Dizon als Paula Justiniano
- Cherry Pie Picache als Elvie Zamora
- Vina Morales als Marvi Jacinto
- Edu Manzano als Emilio Legaspi
- Teresa Loyzaga als Lavinia
- Lito Pimentel als Victor Zamora
- Joko Diaz als Aljo Justiniano
- Jett Pangan als Myke Jacinto
- Jake Ejercito als Cedric Banes
- Iana Bernandez als Patricia
- Adrian Lindayag als Kelvin Zamora
- Fino Herrera als Luke
- EJ Jallorina als Dexie
- Keann Johnson als Xavier Legaspi
- Meann Espinosa als Toni
- Luis Vera Perez als Jomer Jacinto
- Angelica Lao als Jamie Jacinto
- Analain Salvador als Koleene Justiniano
- Mariella Laurel als Bella
- Joel Saracho als Martin Mercado
- Pontri Bernardo